# دانشگاه ایالتی دلاویر
دانشگاه ایالتی دلاویر (به انگلیسی: Delaware State University) یک دانشگاه عمومی است که از ابتدا برای سیاهان به وجود آمد. دانشگاه در «داور» «دلاویر» قرار دارد. شعبات دیگری از دانشگاه در «ویلی‌مینگتون» و «جورج‌تاون» «دلاویر» واقع می‌باشند.
دانشگاه دومین بزرگترین دانشگاه در ایالت دلاویر می‌باشد(بعداز دانشگاه دلاویر)